# Paranthodon africanus
Paranthodon africanus (Paranthodon, ‘al costat d'Anthodon’) és un gènere representat per una única espècie de dinosaure tireòfor estegosàurid, que va viure en el Cretaci inferior (fa aproximadament 145 i 140 milions d'anys, en el Berriasià i el Valanginià), que avui és Àfrica.

## Descripció
Paranthodon era un dinosaure cuirassat amb plaques, que mitja 4,00 metres de llarg, 1,80 d'alt i pesa uns mil quilograms. El crani fòssil mostrava que l'animal tenia dents irregulars com els del centrosaure.

## Història
El Paranthodon va ser trobat en la part alta de la formació de Kirkwood, a la Província del Cap a Sud-àfrica. El seu nom fa referència a Anthodon, un rèptil pariasàurid del Permià, que es considerava un dinosaure malgrat la seva edat. En un principi Broom anomena el gènere Paranthodon però no habia identificat cap espècie, però ho ha classificat ràpidament com Palaeoscincus africanus, dintre dels nodosàurids, després el 1929 Nopcsa ho va anomenar Paranthodon africanus.